# (9761) Krautter
(9761) Krautter est un astéroïde de la ceinture principale.

## Description
(9761) Krautter est un astéroïde de la ceinture principale. Il fut découvert le 13 septembre 1991 à Tautenburg par Lutz Dieter Schmadel et Freimut Börngen. Il présente une orbite caractérisée par un demi-grand axe de 2,26 UA, une excentricité de 0,16 et une inclinaison de 3,6° par rapport à l'écliptique.

## Compléments